# Tuva Novotny
Tuva Moa Matilda Karolina Novotny-Hedström (* 21. prosince 1979 Stockholm) je švédská herečka.

## Život
V 16 letech dostala svou první roli v televizním seriálu Skilda världar, jako Nora. Po dvou letech se chtěla věnovat také něčemu jinému a odešla do Prahy, odkud pochází její otec, aby tam studovala herectví na DAMU. Místo něj se ale rozhodla pro studium češtiny, kterou mluví od svého dětství, ale po půl roce se vrátila do Švédska.
Po pokračováni v seriálu Skilda världar začala dostávat nabídky jiných rolí.
Jméno Tuva ji rodiče dali podle Americké indiánské knihy, kde tuva nasavi znamená střed vesmíru. Její matka je známá švédská sochařka, Barbro Hedström.

## Filmografie
- Snapphanar (2006, TV seriál) jako Hedvig Sparre
- Små mirakel och stora (2006, Finsko) jako Love
- No. 2 (2006, Nový Zéland) jako Danish Maria, mezinárodní distribuce: Naming Number Two, Fidji Drive No. 2
- Bang Bang Orangutang (2005) jako Linda
- Stoned (2005) jako Anna Wohlin
- Fyra veckor i juni (2005) jako Sandra, mezinárodní distribuce: Four Weeks in June
- Flyd mine tårer (2005) jako Anna
- Blízko nebe (2005, Česko) jako Emily, mezinárodní distribuce: Close to Heaven
- Unge Andersen (2005) jako Henriette, mezinárodní distribuce: Young Andersen
- Familien Gregersen (2004) jako Lise, mezinárodní distribuce: Lost Generation
- I väntan på regn (2004) jako Malin, mezinárodní distribuce: Waiting for Rain
- Dag och natt (2004) jako Desiré, mezinárodní distribuce: Day and Night
- The Return of the Dancing Master (2004, TV film) jako Yvonne
- Stratosphere Girl (2004) jako Monika
- Kommer du med mig då (2003) jako Paula, mezinárodní distribuce: Make Believe
- Smala Sussie (2003) jako Smala Sussie, mezinárodní distribuce: Slim Susie
- Norrmalmstorg (2003, TV film) jako Lisa
- Midsommer (2003) jako Linn, mezinárodní distribuce: Midsummer
- Osynlige, Den (2002) jako Annelie, mezinárodní distribuce: The Invisible
- Anja (2001) jako Anja
- Herr von Hancken (2000, TV seriál) jako Leonora 'Nora' von Hancken
- Naken (2000) jako Pretty girl, mezinárodní distribuce: Naked
- Jalla! Jalla! (2000, Austrálie) jako Lisa, originální název / mezinárodní distribuce: The Best Man's Wedding
- Sleepwalker (2000) jako Saga Hansson
- Tic Tac (1997) jako Jeanette
- Skilda världar (1996, TV seriál) jako Nora Strandberg (1996–1999 a 2000–2002)

## Diskografie
- Newfound Lover (2003), z alba Smala Sussie